# Pentamerismus shandongensis
Pentamerismus shandongensis är en spindeldjursart som först beskrevs av Wang och Ma 1993.  Pentamerismus shandongensis ingår i släktet Pentamerismus och familjen Tenuipalpidae. Inga underarter finns listade i Catalogue of Life.